# Work Time Fun
Work Time Fun (kurz WTF, auch bekannt als BH 2000, Hell’s Part-Time Jobs 2000, Byte Hell 2000 (häufig falsch übersetzt) und Baito Hell 2000 (in Japan)) ist ein Videospiel, das von D3 und Sony Computer Entertainment für die PlayStation Portable entwickelt wurde. Der englische Titel stellt eine Anspielung auf das Internet-Slang-Kürzel What The Fuck? dar, welches Verwirrung ausdrückt.
WTF wurde am 22. Dezember 2005 in Japan und am 19. Oktober 2006 in Amerika veröffentlicht.

## Gameplay
Das Spiel umfasst über vierzig Minispiele in Form verrückter Teilzeit-Jobs, die man vom „Job Demon“ erhält. Das Gesamtkonzept ist also mit dem von Spielen wie WarioWare vergleichbar. Zum Erfüllen dieser Jobs sind logisches Denken, Geschicklichkeit, gutes Timing oder einfach nur Glück erforderlich.
Beispielsweise gilt es, Holz zu hacken, das von einer alten Dame auf einen Holzblock gelegt wird, wobei das Spiel verloren ist, sobald ein Stück Holz nicht rechtzeitig gespalten wird oder, wenn eines der zufällig eingestreuten Tiere versehentlich zerhackt wird. Weitere Spiele verlangen zum Beispiel das Sortieren von Küken in die Kategorien „männlich“ und „weiblich“ – tote Küken (zu erkennen an Heiligenschein und bläulicher Färbung) müssen in den Himmel geschickt werden – oder das Ausstatten am Fließband ankommender Stifte mit Kapseln. Bei letzterem Beispiel kann beliebig lange „gearbeitet“ werden, was sich im Gehaltsscheck, den der Spieler nach jedem Spiel erhält, positiv bemerkbar macht.
Verdientes Geld kann an verschiedenen Spielzeugautomaten ausgegeben werden. Nach dem Zufallsprinzip erhält der Spieler dabei entweder kleineres Spielzeug wie diverse Serien von Spielfiguren (z. B. Soldaten, Superhelden), Stifte, Radierer, Bälle oder Mini-Bücher, Gadgets für die PSP (z. B. ein chinesisches Horoskop) oder aber neue Mini-Spiele, die wiederum zum Erwerb weiterer Dollars verwendet werden können.
Enthaltene Mini-Spiele sind unter anderem
|  | - Chick Sorting - Lumberjack - Karate Superstar - 4 Fingers - Bouncer Bash - Caddy's Quest - Baseball Superstar - Pendemonium | - Three Count - CopyCat - Cliff Race 2000 - Traffic Counter - Hell Pottery - Space Blaster - Mushroom Xing | - Elf King - Run like Heck - Mad Dribblin' - Ready to Order - Rock Paper Scissors - Candy Shop - Perfect Nanny | - Animal Investigation Corps - Demonstration Round-up - Drunken Mayor - Hand Bell Delight - Ghost Psychic - Pollinator - Happy Bullet |